# Сан Маркос (Калифорния)
Вижте пояснителната страница за други значения на Сан Маркос.
Сан Маркос (на английски: San Marcos, в превод от испански Свети Марко) е град в северната част на окръг Сан Диего, щата Калифорния. Сан Маркос е с население от 54 977 жители (2000), а общата му площ е 61,70 км² (23,80 мили²). В Сан Маркос се намира Калифорнийският щатски университет – Сан Маркос.